# Vaujours
Vaujours è un comune francese di 6 396 abitanti situato nel dipartimento della Senna-Saint-Denis nella regione dell'Île-de-France.

## Società

### Evoluzione demografica
Abitanti censiti

## Amministrazione

### Gemellaggi
- Tamworth
- Court-Saint-Étienne